# Kievnauchfilm
Kievnauchfilm (tiếng Ukraina: Київнаукфільм, tiếng Nga: Киевнаучфильм, Hãng phim Khoa học Kiev) là một hãng phim lớn, chuyên sản xuất các bộ phim hoạt hình, phim tài liệu giáo dục dành cho lứa tuổi thanh - thiếu niên của Liên Xô (Ukraina hiện nay).

## Lịch sử hình thành và phát triển
Được thành lập từ năm 1941.Nhiệm vụ chính của nó là sản xuất các bộ phim và phim tài liệu khoa học nổi tiếng bao gồm nhiều chủ đề.  Năm 1959, Kyivnaukfilm (viết tắt của "Phim khoa học Kyiv"), dưới sự chỉ đạo của Hippolyte Lazarchuk đã mở rộng sang lĩnh vực hoạt hình.  Ngoài ra, hãng còn phát hành 342 phim hoạt hình , một số lượng lớn trong số đó vẫn còn được yêu thích cho đến ngày nay, chẳng hạn như loạt phim về người Cossacks Zaporozhian có tên là Cossacks (đạo diễn Volodymyr Dakhno ), phim Những cuộc phiêu lưu của thuyền trưởng Wrongel , Bác sĩ Aybolit , và một phiên bản của Đảo kho báu (cả ba đều do David Cherkassky đạo diễn ). Các bộ phim của hãng phim đã nhận được nhiều giải thưởng tại các liên hoan phim quốc gia và quốc tế, chẳng hạn như Liên hoan phim hoạt hình thế giới ở Zagreb cho bộ phim How Women Sold Men của Iryna Hurvych và Liên hoan phim hoạt hình ở New York.
Đạo diễn phim Felix Sobolev ( Animals' Tongue, I and Other, Can Animals Think? )  và Tổng biên tập hãng phim Yevheniy Zahdanskyi được coi là những người tiên phong và là nhân vật có ảnh hưởng lớn trong lĩnh vực phim tài liệu ở Liên Xô cũ . Đến năm 1966 hãng phim đã phát hành hơn 400 bộ phim mỗi năm.
Với sự tan rã của Liên Xô , Kyivnaukfilm suy thoái và được đổi tên thành National Cinematheque of Ukraine , đồng thời tách bộ phận hoạt hình dưới cái tên "Ukranimafilm". 
Năm 1993, Kyinaukfilm sản xuất Unknown Ukraine: Sketches of Our History , một loạt 104 bộ phim trình bày lịch sử toàn diện của Ukraine 

## Tổ chức lại
Vào ngày 29 tháng 3 năm 2019, theo mệnh lệnh số 256 của Bộ Văn hóa Ukraine "Về việc tổ chức lại doanh nghiệp nhà nước "Xưởng phim hoạt hình Ukraine", xưởng phim "Ukranimafilm" đã được sáp nhập với " Trung tâm Dovzhenko ," đã trở thành người kế thừa hợp pháp của nó

## Phim đã sản xuất

### Phim truyện
- Con người và cá heo (1983), đạo diễn Vladimir Khmelnitsky

### Phim hoạt hình
- Bác sĩ Aybolit, đạo diễn David Cherkasky
- Những cuộc phiêu lưu của thuyền trưởng Vrungel (1976 - 1977), đạo diễn David Cherkasky
- Đảo giấu vàng (1988), đạo diễn David Cherkasky
- Những người Kazak (1967 - 1995), đạo diễn Vladimir Dakhno
- Alice ở xứ sở thần tiên
- Những chuyến phiêu lưu của chàng thợ rèn Vakula (1977)
- Ba gã Panko